# Г'ю Лінкольн Купер
Гʼю Лінкольн Купер (англ. Hugh Lincoln Cooper; 28 квітня 1865 — 24 червня 1937) — американський полковник і визначний інженер, відомий своїм наглядом за веденням будівництва низки гідроелектростанцій.

## Біографічна довідка
Народився в тауншипі Шелдон округу Г'юстон штату Міннесота, був інженером-самоуком. 
Працював у різних куточках США, Канади, Бразилії, Єгипту і СРСР. Під час Першої світової війни служив інженером-інспектором в Інженерному корпусі Армії США.
Помер у 1937 році в місті Стемфорд штату Коннектикут.

## Перелік будівництв під його наглядом
- Гідроелектростанція Торонто, Ніагара-Фоллс, Канада (1906)
- Гребля Вілсона, Шолз, Алабама (1918—1924)
- Гребля Кеокук, Гамільтон (Іллінойс) і Кіокук (Айова) (1919—1920)
- Гідроелектростанція на водосховищі Замбро, утвореному на річці Замбро, притоці Міссісіпі, місто Рочестер (1919)
- Дніпрогес, УРСР (нині Запоріжжя, Україна) (1927—1932) — після завершення проекту Г'ю Купер був нагороджений орденом Трудового Червоного Прапора.

## Вшанування пам'яті
У місті Запоріжжя вулицю Мінську перейменували на вулицю Інженера Купера.